# 岸見一郎
岸見 一郎（きしみ いちろう、1956年 - ）は、日本の哲学者、心理学者、翻訳家。

## 経歴
京都府生まれ。洛南高等学校卒業。1987年、京都大学大学院文学研究科博士課程満期退学（西洋哲学史専攻）。
京都教育大学教育学部、甲南大学文学部、京都府医師会看護専門学校、奈良女子大学文学部非常勤講師、前田医院精神科勤務、
京都聖カタリナ高等学校 看護科（心理学）非常勤講師。日本アドラー心理学会認定カウンセラー。日本アドラー心理学会顧問。
専門の哲学（西洋古代哲学、特にプラトン哲学）と並行して、1989年からアドラー心理学を研究。
2013年に刊行した古賀史健との共著『嫌われる勇気』が100万部を超えるベストセラーになる。
2015年7月、岸見は『朝鮮日報』とのインタビューで、「私の本が韓国でベストセラーになっているという現象について、日本のメディアは報じていない」と日本メディアを批判した。
2017年6月から講談社のウェブメディア「クーリエ・ジャポン」で「25歳からの哲学入門」という連載を執筆しており、2019年5月には「アドラー心理学で人生を変える『岸見一郎の世界お悩み相談室』」という特集の責任編集を担当している。

## 人物
大学院時代には母親の看病のために半年間学校に通うことができなかったが、その間に参加していた哲学の読書会によって、哲学の有用性を認識したと振り返っている。
2006年4月、心筋梗塞で動脈ステント治療を受け、1ヶ月間入院した。状態が回復するにつれて、多くの看護師が勤務時間外に相談に訪れた。
翌年6月、冠動脈バイパス手術を受ける。
2009年から4年間、父親の介護をしながら、読書や本の執筆、週に一度の講義をしていた。

## 著書

### 単著
- 『アドラー心理学入門 よりよい人間関係のために』ベストセラーズ・ワニのnew新書 1999

#### 2000年代
- 『不幸の心理幸福の哲学 人はなぜ苦悩するのか』唯学書房 2003
- 『アドラーを読む 共同体感覚の諸相』アルテ 2006
- 『アドラーに学ぶ 生きる勇気とは何か』アルテ 2008
- 『高校生のための心理学入門』アルテ 2009

#### 2010年代
- 『アドラー心理学シンプルな幸福論』ベスト新書 2010
- 『アドラー人生を生き抜く心理学』日本放送出版協会・NHKブックス 2010
- 『子育てのための心理学入門』アルテ 2010
- 『困った時のアドラー心理学』中公新書ラクレ 2010
- 『介護のための心理学入門』アルテ 2011
- 『アドラーに学ぶ 2 (愛と結婚の諸相)』アルテ 2012
- 『よく生きるということ 「死」から「生」を考える』唯学書房 2012
- 『アドラーを読む』アルテ 2014
- 『高校生のためのアドラー心理学入門 なぜ自分らしく生きられないのか』アルテ 2014
- 『アドラー心理学実践入門 「生」「老」「病」「死」との向き合い方』ベストセラーズ・ワニ文庫 2014
- 『子育てのためのアドラー心理学入門 どうすれば子どもとよい関係を築けるのか』アルテ 2014
- 『生きづらさからの脱却 アドラーに学ぶ』筑摩選書 2015
- 『叱らない子育て：アドラーが教える親子の関係が子どもを勇気づける!だからやる気が育つ! 』学研パブリッシング 2015
- 『老いた親を愛せますか？　それでも介護はやってくる』 幻冬舎 2015
- 『人生に悩んだらアドラーを読もう。』 幻冬舎 2016
- 『生きる勇気とは何か　アドラーに学ぶ』 幻冬舎 2016
- 『人生を変える勇気　踏み出せない時のアドラー心理学』 中央公論新社 2016
- 『アドラーに学ぶ よく生きるために働くということ』ベストセラーズ2016
- 『子どもをのばすアドラーの言葉　子育ての勇気』幻冬舎 2016
- 『希望について: 続・三木清『人生論ノート』を読む』白澤社 2017
- 『幸福の哲学　アドラー×古代ギリシアの智恵』講談社 2017
- 『幸福の条件　アドラーとギリシア哲学』KADOKAWA 2017
- 『アドラーをじっくり読む』中央公論新社 2017
- 『愛とためらいの哲学』PHP研究所 2018
- 『老いる勇気 これからの人生をどう生きるか』PHP研究所 2018
- 『成功ではなく、幸福について語ろう』幻冬舎 2018
- 『NHK 100分de名著ブックス アドラー 人生の意味の心理学 変われない？変わりたくない？』NHK出版 2018
- 『プラトン　ソクラテスの弁明』角川選書<シリーズ世界の思想> 2018
- 『定年をどう生きるか』SBクリエイティブ 2019
- 『「今、ここ」にある幸福』清流出版 2019
- 『哲学人生問答 17歳の特別教室』講談社 2019
- 『先に亡くなる親といい関係を築くためのアドラー心理学』文響社 2019

#### 2020年代
- 『人生は苦である、でも死んではいけない』講談社 2020
- 『老いる勇気 これからの人生をどう生きるか』PHP研究所 2020
- 『今ここを生きる勇気　老・病・死と向き合うための哲学講義』NHK出版 2020
- 『老後に備えない生き方』KADOKAWA 2020
- 『ほめるのをやめよう　リーダーシップの誤解』日経ＢＰ 2020
- 『これからの哲学入門　未来を捨てて生きよ』幻冬舎 2020
- 『数えないで生きる』扶桑社 2021
- 『アドラー　性格を変える心理学 』NHK出版 2021
- 『ＮＨＫ「１００分ｄｅ名著」ブックス　三木清　人生論ノート　孤独は知性である』NHK出版 2021
- 『定年をどう生きるか』SBクリエイティブ 2021
- 『不安の哲学』祥伝社 2021
- 『怒る勇気』河出書房新社 2021
- 『叱らない、ほめない、命じない。』日経ＢＰ 2021
- 『絶望から希望へ~悩める若者と哲学者の"幸福"をめぐる対話』大和書房 2022
- 『哲学人生問答』講談社 2022
- 『孤独の哲学　「生きる勇気」を持つために』中央公論新社 2022
- 『ゆっくり学ぶ　人生が変わる知の作り方』集英社 2022
- 『よく生きるココロエ』清流出版 2022
- 『マルクス・アウレリウス「自省録」を読む 』祥伝社 2022
- 『今を生きる思想　エーリッヒ・フロム　孤独を恐れず自由に生きる』講談社〈講談社現代新書2687〉、2022年11月17日。ISBN 978-4-06-530069-5。 （電子版あり）
- 『ＮＨＫ「１００分ｄｅ名著」ブックス　マルクス・アウレリウス　自省録　他者との共生はいかに可能か』NHK出版 2023
- 『泣きたい日の人生相談』講談社 2023
- 『医師と患者は対等である』日経ＢＰ 2023
- 『つながらない覚悟』PHP研究所 2023
- 『悩める時の百冊百話　人生を救うあのセリフ、この思索』中央公論新社 2024
- 『アドラーに学ぶ　人はなぜ働くのか』ベストセラーズ 2024
- 『妬まずに生きる』祥伝社  2024
- 『アドラーに学ぶ　どうすれば幸福に生きられるか』ベストセラーズ 2025
- 『高校生のためのアドラー心理学入門〈新装版〉: なぜ自分らしく生きられないのか』アルテ 2025
- 『「普通」につけるくすり』サンマーク出版 2025

### 講演
- 講演CD『自由に生きるヒント：基礎編・実践編・質疑応答編』講演CD 3巻シリーズ 岸見一郎キャンペーンサイト 2016年

### 共著
- 『嫌われる勇気 自己啓発の源流「アドラー」の教え』古賀史健共著 ダイヤモンド社 2013年
- 『幸せになる勇気 自己啓発の源流「アドラー」の教えⅡ』古賀史健共著 ダイヤモンド社 2016年
- 『孤独のレッスン』齋藤孝他15名共著 2023年

### 連載
- 「25歳からの哲学入門」クーリエ・ジャポン 2017年 -

### 翻訳

#### アドラーの著作
- 『個人心理学講義 生きることの科学』一光社 1996年
- 『子どもの教育』一光社 1998年 のちアルテ
- 『人はなぜ神経症になるのか』春秋社 2001年 のちアルテ
- 『生きる意味を求めて』アルテ 2007年 アドラー・セレクション
- 『教育困難な子どもたち』アルテ 2008年 アドラー・セレクション
- 『人間知の心理学』アルテ 2008年 アドラー・セレクション
- 『性格の心理学』アルテ 2009年 アドラー・セレクション
- 『人生の意味の心理学』アルテ 2010年 アドラー・セレクション
- 『個人心理学の技術 1（伝記からライフスタイルを読み解く）』アルテ 2011年 アドラー・セレクション
- 『個人心理学の技術 2（子どもたちの心理を読み解く）』アルテ 2012年 アドラー・セレクション
- 『子どものライフスタイル』アルテ 2013年 アドラー・セレクション
- 『性格はいかに選択されるのか』アルテ 2013年 アドラー・アンソロジー
- 『勇気はいかに回復されるのか』アルテ 2014年 アドラー・アンソロジー
- 『恋愛はいかに成就されるのか』アルテ 2014年 アドラー・アンソロジー

#### アドラーの伝記
- エドワード・ホフマン『アドラーの生涯』金子書房 2005年

#### プラトン
- 『ティマイオス/クリティアス』白澤社 2015年

## メディア

### テレビ
- 『リーダーの栞／ Newsモーニングサテライト』 TV 東京
- 『100分de名著』NHK Eテレ

アドラー「人生の意味の心理学」2016.2

三木清「人生論ノート」2017.4

### ラジオ
- 『PRIME FACTOR』J-WAVE
- 『What’s Going』On Kiss - FM　KOBE[8]